# Асяновский сельсовет
Асяновский сельсовет — муниципальное образование в Дюртюлинском районе Башкортостана.

## История
Согласно «Закону о границах, статусе и административных центрах муниципальных образований в Республике Башкортостан» имеет статус сельского поселения.

## Население
| 2002  | 2009  | 2010  | 2012  | 2013  | 2014  | 2015  |
| ----- | ----- | ----- | ----- | ----- | ----- | ----- |
| 2040  | ↗2074 | ↘1840 | ↘1827 | ↘1815 | ↘1789 | ↘1756 |
| 2016  | 2017  |       |       |       |       |       |
| ↘1687 | ↘1639 |       |       |       |       |       |

## Состав сельского поселения
| № | Населённый пункт | Тип населённого пункта       | Население |
| - | ---------------- | ---------------------------- | --------- |
| 1 | Асяново          | село, административный центр | ↘1479     |
| 2 | Нижнекаргино     | село                         | ↘188      |
| 3 | Назитамак        | деревня                      | ↘137      |
| 4 | Верхнекаргино    | деревня                      | ↘36       |